# Pomnik królowej Wiktorii w Montrealu
Pomnik królowej Wiktorii w Montrealu – pomnik przedstawiający brytyjską królową Wiktorię, zlokalizowany przy Victoria Square w Montrealu w Kanadzie.

## Historia
Pomnik, zaprojektowany przez rzeźbiarza Marshalla Wooda (1820–1882), został odsłonięty 21 listopada 1872 roku przez markiza Dufferin.
Monument powstał z okazji wizyty Artura, księcia Connaught i Strathearn, syna królowej Wiktorii, w Montrealu. Brązowy odlew posągu królowej wykonała w 1869 roku brytyjska firma Holbrook & Company z Chelsea. Fundatorem była społeczność Montrealu, prowadząca zbiórkę publiczną.